# Dichapetalum costaricense
Espèce
Synonymes
- Dichapetalum costaricense Prance[2]

Statut de conservation UICN

 VU D2 : Vulnérable
Dichapetalum costaricense est une espèce de plantes à fleurs de la famille des Dichapetalaceae.

## Publication originale
- Kew Bulletin 49(1): 129–131, f. 1. 1993[1994]. (17 Mar 1994)